# Alix av Montferrat
Alix av Montferrat, född 1210, död 1233, var drottning av Cypern och gift med kung Henrik I. Hon brukade på Cypern kallas "drottningen från Lombardiet".

## Biografi
Hon var dotter till markis Vilhelm VI och Berta di Clavesana. År 1229 vigdes hon per ombud vid Henrik I av Cypern i Limassol. Äktenskapet arrangerades av kejsar Fredrik II, som i sin egenskap av Cyperns beskyddare hade avsatt förmyndarregenten Johan av Ibelin och utsett en ny förmyndarregering åt dess monark då han passerade ön under sitt korståg: hennes bror Bonifacius II ingick i Fredriks följe. 
Alix befann sig i Italien då hon vigdes vid Henrik på Cypern. Hon gav sig av till Cypern först 1231 i sällskap med Roger Filangeri och kejserliga trupper. Det är inte känt var den andra vigseln skedde, och den kan ha ägt rum i Palestina. Under denna tid pågick ett inbördeskrig på Cypern lett av Johan av Ibelin. Alix kröntes dock till drottning i Nicosia på Cypern. Alix avled under en belägring av ett slott under inbördeskriget på Cypern. Hon dog barnlös.